# ليكوستينيل
ليكوستينيل (بالإنجليزية: Licostinel)، ويُعرف أيضًا بالرمز التطويري ACEA-1021، هو مركب دوائي تجريبي ينتمي إلى فئة مضادات مستقبلات الغلوتامات، ويعمل بشكل رئيسي كمضاد تنافسي صامت لموقع الجلايسين على مستقبل NMDA، حيث يمتلك تقاربًا قويًا مع المستقبل (Kb = 5 نانومول).

## الاستخدام الطبي والتحقيق السريري
تم تطوير ليكوستينيل من قبل شركة Acea Pharmaceuticals بهدف استخدامه كعامل عصبي واقٍ لعلاج حالات نقص التروية الدماغية المرتبطة بالسكتة الدماغية وإصابات الرأس الرضحية. ورغم النتائج الأولية الواعدة، إلا أن الدواء لم يُسوّق تجاريًا، وتوقفت التجارب السريرية قبل الوصول إلى مراحل الموافقة النهائية.

## الآثار الجانبية
خلال التجارب السريرية، لم يُظهر ليكوستينيل آثارًا نفسية مشابهة لتلك الناتجة عن مركبات مثل فينسيكليدين (PCP)، وهي آثار معروفة بكونها مهلوسة أو ذهانية. إلا أن بعض المشاركين في الدراسات أفادوا بحدوث أعراض خفيفة وعابرة مثل النعاس، والدوخة، والغثيان.

## آلية العمل
يُعد ليكوستينيل مضادًا تنافسيًا لموقع الجلايسين على مستقبل NMDA، مما يجعله من "المضادات الصامتة" (أي التي لا تنشط المستقبل إطلاقًا، بل تمنع تنشيطه فقط). وبالإضافة إلى ذلك، يُظهر المركب تأثيرات حجبية على مستقبلات الغلوتامات الأخرى عند تركيزات أعلى، إذ يعمل كمضاد لمستقبل AMPA (Kb = 0.9 ميكرومول) ولمستقبل كينييت (Kb = 2.5 ميكرومول).

## الوضع الحالي
توقف تطوير ليكوستينيل في أواخر التسعينيات، ولم يتم طرحه في الأسواق أو ترخيصه للاستخدام الطبي، لكنه لا يزال يُذكر ضمن الدراسات التي تناولت إمكانيات الحماية العصبية من خلال تثبيط مستقبلات NMDA.